# Caridad Estrada
Caridad Estrada Ramos (...) è un'ex schermitrice cubana.

## Palmarès
In carriera ha conseguito i seguenti risultati:
- Giochi Panamericani:

Caracas 1983: oro nel fioretto a squadre.
Indianapolis 1987: argento nel fioretto a squadre e bronzo individuale.
L'Avana 1991: oro nel fioretto individuale ed argento a squadre.
Mar del Plata 1995: oro nel fioretto a squadre.